# Vera Vianna
Vera Vianna (Rio de Janeiro, 27 de novembro de 1945) é uma atriz, jornalista e produtora cultural brasileira, que trabalhou no ramo da dramaturgia brasileira nas décadas de 60.

## Vida
Nasceu na cidade do Rio de Janeiro em 27 de novembro de 1945. Sua vida artística e profissional começou aos 17 anos na década de 60 quando tinha conhecido a Nelson Rodrigues, um dramaturgo e escritor brasileiro, que logo dava papeis para atriz interpretar.

## Carreira
Seu primeiros filmes, foram no ano de 1964, que foi Asfalto Selvagem, que no mesmo ano fez  a telessérie O Desconhecido. No ano seguinte, fez 4 filmes e uma telessérie, que foram; 22-2000 Cidade Aberta, História de um Crápula, Um Ramo para Luísa e 22-2000 Cidade Aberta. Em 1967, fez o papel de Inês na co-produção Brasil, Chile, Argentina, ABC do Amor.
Afastou-se da mídia em 1973. Retornaria em 1983 numa participação em Pão Pão, Beijo Beijo. Após quase quarenta anos afastada, atuaria novamente nos curta-metragens Cinéfilo (2019) e Verdade? (2022). 

## Filmografia

### Cinema
| Ano  | Título                                 | Personagem   | Notas          |
| ---- | -------------------------------------- | ------------ | -------------- |
| 1964 | Asfalto Selvagem                       | Engraçadinha |                |
| 1965 | Um Ramo para Luísa                     | —            |                |
| 1965 | História de um Crápula                 | —            |                |
| 1966 | Todas as Mulheres do Mundo             | Florinda     |                |
| 1966 | Engraçadinha Depois dos Trinta         | Silene       |                |
| 1966 | Paraíba, Vida e Morte de um Bandido    | —            |                |
| 1966 | Toda Donzela Tem Um Pai Que É Uma Fera | Daisy        |                |
| 1967 | ABC do Amor                            | Inez         |                |
| 1968 | Viagem ao Fim do Mundo                 | Bela garota  |                |
| 2019 | Cinéfilo                               | Harriet      | Curta-metragem |
| 2022 | Verdade?                               | Mãe          | Curta-metragem |

### Televisão
| Ano  | Título                | Personagem | Notas                     |
| ---- | --------------------- | ---------- | ------------------------- |
| 1964 | O Desconhecido        | Lucy       |                           |
| 1965 | 22-2000 Cidade Aberta | —          | Episódio: "Trinta Moedas" |
| 1983 | Pão Pão, Beijo Beijo  | Ruth       |                           |